# Giải bóng đá hạng tư quốc gia Cộng hòa Síp 1993–94
Giải bóng đá hạng tư quốc gia Cộng hòa Síp 1993–94 là mùa giải thứ 9 của giải bóng đá hạng tư Cộng hòa Síp. Elia Lythrodonta giành danh hiệu đầu tiên. Đội vô địch thăng hạng Giải bóng đá hạng ba quốc gia Cộng hòa Síp 1994–95. Năm đội cuối bảng xuống chơi ở các giải khu vực.